# Repubblica di Goshen
La Repubblica di Goshen (in olandese: Republiek Goosen; in afrikaans: Het Land Goosen) è stata un'effimera repubblica boera sita nel territorio dell'attuale Sudafrica.
Fu fondata dai discendenti dei Voortrekker che a partire dal 1835, durante il Grande Trek, migrarono dalla Colonia del Capo britannica verso nord. Il nome "Goshen" si riferisce alla terra di Goscen descritta nella Bibbia, situata tra il delta del Nilo e il Canale di Suez.
La Repubblica di Goshen sopravvisse, come molte altre repubbliche boere, solo molto brevemente: fondata il 24 ottobre 1882, si unì già dal 6 agosto 1883 con la Repubblica di Stellaland per formare gli Stati Uniti di Stellaland, che a sua volta esistettero solo per un breve periodo di tempo, in quanto il 30 settembre 1885 furono annessi dagli inglesi nella colonia della corona del Bechuanaland britannico.